# Adeonellopsis falcifera
Adeonellopsis falcifera är en mossdjursart som beskrevs av Ferdinand Canu och Ray Smith Bassler 1929. Adeonellopsis falcifera ingår i släktet Adeonellopsis och familjen Adeonidae. Inga underarter finns listade i Catalogue of Life.